# Fútbol base del Real Sporting de Gijón
El fútbol base del Real Sporting de Gijón hace referencia a las categorías inferiores y de formación de fútbol del Real Sporting de Gijón, también conocidas en el argot deportivo con el término de cantera. En la actualidad la entidad cuenta con doce equipos donde forma tanto futbolística como educacionalmente a los posibles futuros jugadores de la primera plantilla, siendo considerada como una de las mejores canteras de España.
La estructura —conocida popularmente en la actualidad como «Mareo»— toma su nombre del barrio donde se ubica la Escuela de Fútbol Ángel Viejo Feliú, unos terrenos a donde se trasladaron en 1978 las instalaciones de los equipos de fútbol base que anteriormente entrenaban y disputaban sus partidos en el "Estadio de los Hermanos Fresno" (conocido como "Los Fresno"), situado en la calle Hermanos Fresno dentro del barrio de El Llano.

## Antecedentes
Desde sus inicios, el Real Sporting de Gijón siempre contó con equipos infantiles y juveniles de Gijón para nutrirse de jóvenes jugadores, como fue el caso del Colegio de la Inmaculada con los "Villaverde" (Sergio, Saturnino, Fernando, Senén y Francisco "Pachu" Villaverde Lavandera) en los primeros años. En los años 1920 los equipos del Unión Deportivo Racing, el Club Fortuna, el Club Calzada y el F.C. Gijonés pasaron a ser los principales viveros del Sporting, hasta que, en 1928 se crea el Club Gijón como resultado de la fusión del U.D. Racing y Club Fortuna, convirtiéndose en los años 1930 en el principal colaborador sportinguista. Posteriormente el Club Gijón se fusiona con el Real Deportivo Oriamendi, dando lugar al Real Deportivo Oriamendi-Gijón, que disputó la temporada 1939-40 de Segunda División con el Sporting en el Grupo I. Este equipo se fusionó otra vez, esta vez con el Club Hispania, también colaborador del Sporting, dando origen al Real Oriamendi Hispania, nombre que cambiaría, en 1945, a Real Deportivo Gijonés, manteniéndose como equipo colaborador del Sporting hasta julio de 1948.
En 1960 se formó el primer equipo filial federado del Sporting, el Club Deportivo Gijón que en la actualidad, conocido como Sporting Atlético, es el último eslabón de la etapa base y de formación del equipo asturiano.

## Responsables de área
- Dirección de fútbol base: Óscar Garro
- Gerente de fútbol base: Iñaki Tejada
- Gestión y desarrollo del talento (entrenamiento): Alfonso Tranche
- Detección selección del talento: Pedro Menéndez
- Administración y logística: Juan Luna

## Equipos y técnicos
| Categoría         | Edad  | Entrenador            | 2º Entrenador     | Prep. Físico        | Entr. Porteros           |
| ----------------- | ----- | --------------------- | ----------------- | ------------------- | ------------------------ |
| Sporting Atlético | -     | Aitor Zulaika         | Nacho Cases       | Álvaro Vázquez      | Fernando Riestra         |
| Sporting C        | -     | Samuel Baños          | Aitor Tornavaca   | José Alberto Caveda | Óscar Villar             |
| Juvenil A         | 16-18 | Isma Piñera           | Marcos Landeira   | Severino Álvarez    | Óscar Villar             |
| Juvenil B         | 16-18 | José Froilán González | Borja Suárez      | Pablo Braña         | Óscar Villar             |
| Cadete A          | 14-15 | Iván Otero            | Sergio García     | José Amador Coto    | Rubén Vázquez            |
| Cadete B          | 14-15 | David Llerandi        | Jorge Fernández   | José Alberto Caveda | Rubén Vázquez            |
| Infantil A        | 13-14 | Diego Castro          | Alfonso Rodríguez | Alfonso Rodríguez   | Rubén Puerta             |
| Infantil B        | 13-14 | Álvaro Martínez       | Adrián Fernández  |                     | Rubén Puerta             |
| Infantil D        | 13-14 | Aitor Tornavaca       | Javier Mata       |                     | Rubén Puerta             |
| Alevín A          | 11-12 | Borja Suárez          | Pablo Urraca      | Pablo Braña         | Iván Dongil              |
| Alevín B          | 11-12 | Sergio Tárano         | Pablo Urraca      |                     | Iván Dongil              |
| Benjamín A        | 9-10  | Alejandro Vega        | Pelayo Arbesú     | Álvaro Noval        | Alejandro Vega Argüelles |
| Benjamín B        | 9-10  | José Antonio Blanco   | Pelayo Arbesú     |                     | Alejandro Vega Argüelles |
| Benjamín C        | 9-10  | Adrián Fernández      |                   |                     | Alejandro Vega Argüelles |

- Trabajo técnico/coordinativo con balón: Manuel Oliveros

## Palmarés
- 1 Copa de la Liga de España de Segunda División B: 1983
- 5 División de Honor Juvenil: 1994, 2004, 2005, 2012 y 2018[6]
- 1 Copa de Campeones Juvenil: 2004
- 1 Subcampeón de la Copa de Campeones Juvenil: 2005 y 2018[7]
- 1 Subcampeón de la Copa del Rey Juvenil: 2005
- 1 Campeonato de España de fútbol cadete: 2000
- 3 Campeonatos de España de fútbol benjamín (sub-10): 2010, 2012, 2018,[8] 2019, 2023

## Fútbol Draft
Varios futbolistas del fútbol base del Real Sporting de Gijón han sido elegidos por Fútbol Draft desde su creación en 2006 como algunos de los mejores canteranos de España:
- Roberto Canella: Once de bronce 2007; once de plata 2008; once de oro 2009
- José Ángel Valdés: Once de plata 2009
- Borja López: Once de bronce 2014
- Jorge Meré: Once de bronce 2014; once de plata 2015; once de oro 2016 y 2017
- Dani Martín Fernández: Once de oro 2019
- Nacho Méndez: Once de plata 2019
- Pablo García: Once de bronce 2020
- Gaspar Campos: Once de plata 2021
- Guille Rosas: Once de bronce 2021